# Helen Zimmern
Pour les articles homonymes, voir Zimmern.
Helen Zimmern (Hambourg, 25 mars 1846 - Florence, 11 janvier 1934) est une traductrice allemande naturalisée anglaise. 